# Leila Aboulela
Leila Aboulela (arabiska: 'ليلى ابوالعلا'), född 1964 i Kairo, är en egyptisk-sudanesisk författare som skriver på engelska. Aboulela växte upp i Khartoum och studerade ekonomi på Khartoums universitet och statistik på London School of Economics. Hon är numera bosatt i Förenade Arabemiraten.
Hon har publicerat många noveller i antologier, och hennes novell The Museum vann Cainepriset 2000. Hon har gett ut en novellsamling, Coloured Lights (2001), och tre romaner, The Translator (1999), Minaret (2005) och Lyrics Alley (2010). Minaret handlar om den aristokratiska sudanesiskan Najwa som tvingas i exil i Storbritannien. Den nominerades 2006 till Orangepriset, och gavs ut på svenska 2008 av Karneval förlag. På svenska finns även novellen Nånting gammalt, nånting nytt utgiven i antologin Kärlek x 21 – Afrikanska noveller (2006).
Aboulela har även skrivit radioskådespelen The Mystic Life (2003) och The Lion of Chechnya (2005).